# Miguel Jones
Miguel Jones Castillo (Santa Isabel, 27 ottobre 1938 – Bilbao, 8 aprile 2020) è stato un calciatore spagnolo.

## Carriera

### Club
Di origini africane (nacque a Malabo, all'epoca conosciuta con il nome di Santa Isabel, capoluogo della Guinea Equatoriale allora colonia spagnola), crebbe a Bilbao nell'Indautxu, una squadra affiliata all'Athletic Bilbao. Dopo essere stato escluso dalle selezioni della cantera dei Rojiblancos a causa delle sue origini, Jones si trasferì all'Atlético Madrid.
Con i colchoneros disputò otto stagioni ricoprendo poche volte il ruolo di titolare della squadra, ma segnando alcune reti importanti, tra cui il gol di apertura nella finale di Coppa del Generalísimo 1959-1960 contro il Real Madrid e, un anno dopo, nella finale di Coppa delle Coppe 1961-1962 contro la Fiorentina.

### Dopo il ritiro
Ritiratosi nel 1967 a 28 anni, ritornò a Bilbao dove lavorò come dirigente nell'Indautxu. Nel 2004 difese l'amico ed ex compagno di squadra Luis Aragonés da alcune accuse di razzismo.
Debilitato da un tumore è morto per complicazioni causate dal COVID-19 nell'aprile 2020 all'età di 81 anni.

## Statistiche

### Presenze e reti nei club
| Stagione        | Squadra         | Campionato      | Campionato | Campionato |
| Stagione        | Squadra         | Comp            | Pres       | Reti       |
| --------------- | --------------- | --------------- | ---------- | ---------- |
| 1959-1960       | Atlético Madrid | PD              | 1          | -          |
| 1960-1961       | Atlético Madrid | PD              | 14         | 2          |
| 1961-1962       | Atlético Madrid | PD              | 19         | 13         |
| 1962-1963       | Atlético Madrid | PD              | 27         | 4          |
| 1963-1964       | Atlético Madrid | PD              | 7          | 4          |
| 1964-1965       | Atlético Madrid | PD              | 1          |            |
| 1965-1966       | Atlético Madrid | PD              | 9          | 5          |
| 1966-1967       | Atlético Madrid | PD              | 2          |            |
| Totale carriera | Totale carriera | Totale carriera | 80         | 28         |

## Palmarès
- Campionato spagnolo: 1

1965-1966
- Coppa di Spagna: 3

1959-1960, 1960-1961, 1964-1965
- Coppa delle Coppe: 1

1961-1962